# 天主教特雷比涅-姆爾坎教區
天主教特雷比涅-姆爾坎教區（拉丁語：Dioecesis Tribuniensis-Marcanensis）是波斯尼亞和黑塞哥維納一個羅馬天主教教區，屬薩拉熱窩總教區。
此教區始於10世紀，教座於1361年後一度遷至姆爾坎島，教區於1890年7月8日併入莫斯塔爾-杜夫諾教區。莫斯塔爾-杜夫諾教區的教區主教自動成為此教區的宗座署理。
教區主教現時出缺，宗座署理為伯多祿·帕利奇。
教區管轄黑塞哥維那南部，教座位於特雷比涅。兩教區於2004年時有208,226名教友（佔轄區人口43.3%）、81個堂區和229名司鐸。